# Leuven Bears in het seizoen 2023/24
Het seizoen 2023/2024 was het 21e jaar in het bestaan van de Leuvense basketbalclub Leuven Bears sinds de fusie in 2003. 

## Verloop
De club kwam voor een derde seizoen uit in de BNXT League. Volgende spelers verlieten de club voor de start van het nieuwe seizoen: Joshua Heath, Nick McGlynn, Kevaughn Allen, Brevin Pritzl, Darnell Snyers en Kevin Stilmant. Leuven haalde een aantal nieuwkomers in: Victor Bailey Jr., Tyreke Key, Casey Benson, Chris Vogt, Sam Huurman en Noah Meeusen.
Begin november 2023 werd de Amerikaan Cody Riley aangetrokken als vervanger van de geblesseerde John Fulkerson. Midden november vetrokken de Amerikanen Chris Vogt en Casey Benson en werd met Teddy Allen een nieuwkomer gehaald. Eind november 2023 werd nogmaals een Amerikaan aangetrokken Jalen Tate de broer van Jae'Sean Tate. Begin december 2023 werden de contracten van Teddy Allen en Victor Bailey Jr. ontbonden. Midden december 2023 werden opnieuw twee Amerikanen aangetrokken AJ Davis en Ralph Bissainthe.
De Leuven Bears kwalificeerden zich voor de nationale play-offs. Ze verloren in de kwartfinale van BC Oostende. In de Beker van België verloren ze in de halve finale van Limburg United. Aan het einde van het seizoen werd het contract van Eddy Casteels niet verlengd. Ook assistent-coach Jill Lorent verliet de club.

## Ploeg
Antwerp Giants ·
BAL ·
Union Mons-Hainaut ·
Den Helder Suns ·
Donar ·
Feyenoord ·
Heroes Den Bosch ·
Kangoeroes Basket Mechelen ·
Kortrijk Spurs ·
Landstede Hammers ·
Leuven Bears ·
Liège Basket ·
Limburg United ·
LWD Basket ·
Okapi Aalst ·
Oostende ·
Brussels Basketball ·
Spirou Charleroi ·
Yoast United ·
ZZ Leiden